# روبرت ماينارد موراي
روبرت ماينارد موراي (بالإنجليزية: Robert Maynard Murray)‏ هو محامي وسياسي أمريكي، ولد في 28 نوفمبر 1841 في الولايات المتحدة، وتوفي في 2 أغسطس 1913 في كليفلاند في الولايات المتحدة. حزبياً، نشط في الحزب الديمقراطي. وقد انتخب عضو مجلس النواب الأمريكي.